# Calochortus umpquaensis
Calochortus umpquaensis är en liljeväxtart som beskrevs av Fredricks. Calochortus umpquaensis ingår i släktet Calochortus och familjen liljeväxter. Inga underarter finns listade.